# Специальные ваучеры британских вооружённых сил
Специальные ваучеры британских вооружённых сил (англ. British Armed Forces Special Voucher) — банкноты, предназначавшиеся для применения в британских войсковых подразделениях. С 1946 года использовались оккупационными войсками в британской зоне оккупации Германии после Второй мировой войны в качестве эквивалента денег. Солдаты и гражданские лица, привлечённые к работе в армии получали часть своего жалования этими купюрами и могли использовать их в определённых торговых точках воинских частей на территории Германии, оккупированной Британией. Это должно было предотвратить проблемы, связанные с обменом валюты, снизить возникший после войны дефицит денег и остановить волну незаконных продаж государственного имущества и товаров для местного населения на чёрном рынке.
Впоследствии британская армия использовала такие банкноты в 1956 году в Египте.

## Исторические и экономические предпосылки
После окончания Второй мировой войны по решениям, принятым Францией, Великобританией, США и СССР на Потсдамской и Ялтинской конференциях, территория Германии была разделена на четыре оккупационные зоны. Зону, отведённую Великобритании, оккупировала британская Рейнская армия (BAOR), сформированная 25 августа 1945 года из 21-й группы армий.
Армии пришлось полностью создавать новую базовую инфраструктуру на территории размером с небольшую страну, лежащей в развалинах, и справляться с обеспечением основных нужд сотен тысяч гражданского населения, находящегося на грани голодной смерти. Со временем обнаружилось, что товары, предназначенные для обеспечения населения и войск, поступают на чёрный рынок и продаются по завышенным ценам. В марте 1946 года Советом командования армии было решено ввести специальную военную систему ваучеров. Было проведено несколько эмиссий таких заменителей денег.

## Внешний вид банкнот
Фон аверса банкноты с тонкими узорами, созданными пересечением широкой вертикальной полосы и более тонких горизонтальных; сверху декоративные узоры как средство защиты. Вверху — название учреждения-эмитента (Британские Вооруженные силы); внизу — надпись: «Выпущено командованием армейского совета»; ниже мелкими буквами название типографии (Wilkinson & Со Ltd, De La Rue и др.). В левой части номинал 1Р, 5Р. Ниже, кроме банкнот 1-й серии, указана серия. В центре номинал прописью. Номинал повторен во всех четырех углах. По боковым сторонам купюры две одинаковые вертикальные надписи: «Специальный ваучер. Только для использования, указанного на обороте». Рамка на реверсе без декоративных элементов. Прямоугольник в центре заполнен печатными знаками, волнистыми декоративными линиями и геометрическим переплетенным узором. В четырех углах повторяется номинал. В квадратной рамке внизу указывались условия и сфера применения: «Данная банкнота может быть принята к обращению только при расчётах в воинских столовых и организациях, установленных Генеральным регистрационным офисом (G.R.O.s) данной зоны военных действий. Кроме условий явно оговорённых G.R.O.s, услугами воинских столовых не может воспользоваться лицо, не имеющее соответствующего разрешения. Нецелевое использование данной банкноты является дисциплинарным нарушением и может повлечь за собой санкции для нарушителя.»
Элементами защиты, кроме декоративных волнистых геометрических узоров, служит водяной знак из вертикальных волнистых линий по всему полю банкноты.

## Выпуск первой серии
Спустя несколько месяцев, в августе 1946 года, была выпущена в обращение первая серия из более чем 52 миллионов банкнот на сумму около 10 миллионов фунтов стерлингов, отпечатанная известной фирмой Thomas De La Rue. Банкноты выпускались минимальным достоинством 3 пенса, а максимальным — 1 фунт стерлингов. Первоначальный выпуск 1 августа 1946 г. предназначался для использования английскими оккупационными войсками на территории Германии и Австрии. Позднее, с 6 мая 1947 г. , данный выпуск стал использоваться в Британских оккупационных силах на Японии (BCOF), а также солдатами T-Force. Банкноты, выпущенные для использования в Японии, имели надпечатку «ISSUED IN H.M. SHIPS AFLOAT FOR USE IN NAAFI CANTEENS ONLY»
.
| Номинал                                       | Цвета                                              | Размеры (мм) |
| --------------------------------------------- | -------------------------------------------------- | ------------ |
| 3 пенса (3 pence)                             | Сиреневый на оранжевом и зелёном фоне              |              |
| 6 пенсов (6 pence)                            | Коричневый на сиреневом и синем фоне               |              |
| 1 шиллинг (1 shilling)                        | Серо-голубой на желтовато-зелёном и оранжевом фоне |              |
| 2 шиллинга — 6 пенсов (2 shillings — 6 pence) | Бледно красный на зелёном и фиолетовом фоне        |              |
| 5 шиллингов (5 shillings)                     | Зелёный на фиолетовом и оранжевом фоне             |              |
| 10 шиллингов (10 shillings)                   | Пурпурный на оранжевом и красно-коричневом фоне    |              |
| 1 фунт (1 pound)                              | Синий на красном и зелёном фоне                    |              |

## Выпуск второй серии
Постепенно изобретательность местного населения и ряда военнослужащих в Европе помогла в значительной степени обойти финансовые препоны, появившиеся с первым выпуском ваучеров. К середине 1947 года было решено тайно подготовить новый выпуск и заменить им первый. Эта схема была проведена в жизнь в январе 1948 года и полностью обесценила миллионы фунтов ваучеров первого выпуска. Банкноты несли надпись «2nd series» (2-я серия) и выпускались минимальным достоинством 3 пенса, а максимальным 5 фунтов стерлингов.
В серии были выпущены купюры (кроме 5 фунтов) в двух вариантах: с металлической защитной лентой (1948 г.) и с водяными знаками (1961 г.).
| Номинал                                       | Цвета                                          | Размеры (мм) |
| --------------------------------------------- | ---------------------------------------------- | ------------ |
| 3 пенса (3 pence)                             | Коричневый на светло красном и зелёном фоне    |              |
| 6 пенсов (6 pence)                            | Зеленовато-голубой на зелёном и оранжевом фоне |              |
| 1 шиллинг (1 shilling)                        | Красно-оранжевый на пурпурном и зелёном цвете  |              |
| 2 шиллинга — 6 пенсов (2 shillings — 6 pence) | Сиреневый на светло зелёном и оранжевом фоне   |              |
| 5 шиллингов (5 shillings)                     | Синий на оранжевом и светло красном фоне       | 126х63       |
| 10 шиллингов (10 shillings)                   | Зелёный                                        |              |
| 1 фунт (1 pound)                              | Сиреневый на красном и синем фоне              | 138х70       |
| 5 фунтов (5 pounds)                           | Тёмно синий на оливковом и коричневом фоне     | 147х79       |

## Выпуск третьей серии
3-я серия была напечатана в 1948 году фирмой J. Waddington Ltd, но не была выпущена в обращение до 1956 года, когда её решили использовать во время Суэцкого кризиса. Банкноты несли надпись «3rd series» (3-я серия) имели минимальное достоинство 3 пенса, а максимальное 1 фунт стерлингов. Поскольку военная кампания была завершена в течение двух месяцев, банкноты этой серии использовались мало и были очень быстро изъяты.
| Номинал                                       | Цвета                                  | Размеры (мм) |
| --------------------------------------------- | -------------------------------------- | ------------ |
| 3 пенса (3 pence)                             | Зелёный на оранжевом и розовом фоне    |              |
| 6 пенсов (6 pence)                            | Сиреневый и зелёный                    |              |
| 1 шиллинг (1 shilling)                        | Синий и розовый                        |              |
| 2 шиллинга — 6 пенсов (2 shillings — 6 pence) |                                        |              |
| 5 шиллингов (5 shillings)                     | Оранжевый и зелёный                    |              |
| 10 шиллингов (10 shillings)                   | Красный на зелёном и оранжевом фоне    |              |
| 1 фунт (1 pound)                              | Коричневый на розовом и пурпурном фоне | 138x70       |

## Выпуск четвёртой серии
Выпуск 4-й серии обсуждался в 1952 году с фирмой Bradbury Wilkinson and Company. Четвёртая серия была напечатана, но никогда не выпускалась в обращение.
| Номинал                                       | Цвета                                                | Размеры (мм) |
| --------------------------------------------- | ---------------------------------------------------- | ------------ |
| 3 пенса (3 pence)                             | Тёмно-серый на фиолетовом и светло зелёном фоне      |              |
| 6 пенсов (6 pence)                            | Синий на фиолетовом и светло зелёном фоне            |              |
| 1 шиллинг (1 shilling)                        | Тёмно коричневый на оливковом и оранжевом фоне       | 114х57       |
| 2 шиллинга — 6 пенсов (2 shillings — 6 pence) | Красно-оранжевый на фиолетовом и светло зелёном фоне |              |
| 5 шиллингов (5 shillings)                     | Зелёный на светло коричневом фоне                    |              |
| 10 шиллингов (10 shillings)                   | Фиолетовый на синем и зелёном фоне                   | 138х70       |
| 1 фунт (1 pound)                              | Фиолетовый на бледно зелёном и сиреневом фоне        | 138х70       |

## Пятая серия
Выпуск 5-й серии обсуждался в 1962-м с фирмой Bradbury Wilkinson and Company. Однако, пятая серия по разным причинам так и не была заказана. Известно о существовании лишь нескольких экземпляров-образцов банкнот этой серии.

## Выпуск шестой серии
6-я серия была отпечатана в 1972 году в типографиях Bradbury Wilkinson and Company и Thomas De La Rue после перехода Британии на десятичную денежную систему и распространялась только на разменные номиналы (пенсы). Для отличия новых пенсов от пенсов предыдущих серий, к названию было добавлено «new» («новый»). Выпускались банкноты достоинством в 5, 10 и 50 новых пенсов, которые находились в обращении до 1979 года.
| Номинал                        | Цвета                           | Размеры (мм) |
| ------------------------------ | ------------------------------- | ------------ |
| 5 новых пенсов (5 new pence)   | Оранжево-коричневый и зелёный   | 114х56       |
| 10 новых пенсов (10 new pence) | Фиолетовый, зелёный и оливковый | 127х63       |
| 50 новых пенсов (50 new pence) | Зелёный на розовом фоне         | 140х70       |

## Дальнейшая судьба ваучеров
Последние ваучеры британских вооружённых сил были изъяты из обращения 31 декабря 1979 года в Восточном Берлине.
14 февраля 1991 года, Министерство обороны продало «с молотка» 17 миллионов неиспользованных ваучеров из 2-й, 3-й, 4-й и 6-й серии консорциуму дилеров.